# Nordeon
 (novembre 2013).
Nordeon est un groupe industriel spécialisé dans l'éclairage. Le groupe est constitué des marques Nordeon, Vulkan et Hess.
Son président actuel est Pierre van Lamsweerde.
Le groupe Nordeon appartient à la société d'investissement Varova, installée aux Pays-Bas.
Le groupe emploie 650 personnes travaillant sur cinq sites de production installés dans plusieurs pays (Allemagne, États-Unis).

## Histoire de l'entreprise
Le groupe Nordeon a été créé en octobre 2012 à la suite du rachat de deux sites Philips.
Tout a commencé en octobre 2012 par l'acquisition du site de Springe en Allemagne, spécialisé dans la fabrication d’appareils d’éclairages professionnels. Puis en décembre 2012, ce fut au tour du site de Chalon-sur-Saône, spécialisé dans la fabrication de tubes fluorescents.
En mars 2013, Nordeon rachète l'Allemand Vulkan situé à Hanovre. Vulkan est spécialisé dans la fabrication de luminaires extérieurs.
Un site internet est créé en avril 2013, ce qui permet de proposer les produits des différents sites de productions directement aux installateurs d’éclairage.
En octobre 2013, le groupe Hess est racheté par Nordeon. Le groupe Hess est composé des sites de production de Villingen-Schwenningen (en Allemagne)  et Gaffney (aux États-Unis), ainsi que d’une filiale commerciale à Stockholm. Hess est spécialisé dans la fabrication de luminaires extérieurs décoratifs haut de gamme, ainsi que dans les luminaires à LED.
Le 4 novembre 2013, Nordeon acquiert le site Philips de Dijon.
Le 14 avril 2017, la liquidation judiciaire des sites de Chalon-sur-Saône et Dijon est prononcée.

## Les sites de l'entreprise
- Nordeon Springe (Allemagne) : créé en 1974. Fabrication de luminaires intérieurs.
- Vulkan Hanovre (Allemagne) : créé en 1898. Fabrication de luminaires extérieurs.
- Hess Villingen-Schwenningen (Allemagne) : créé en 1948. Fabrication de luminaires extérieurs haut de gamme.
- Hess Gaffney (États-Unis) : créé en 1997. Fabrication de luminaires extérieurs haut de gamme.
- Hess Stockholm (Suède) : filiale commerciale Hess.